# 中南松鼠
中南松鼠（学名：Callosciurus inornatus）也称中印松鼠、印支松鼠，一种分布于越南、老挝及中国云南等地区的啮齿动物，隶属于松鼠科丽松鼠属。

## 分类地位
本种曾被视为蓝腹松鼠越北亚种（Callosciurus pygerythrus imitator），1965年美国学者将其视为独立物种，学名更改为 Callosciurus inornatus。

## 形态特征
中南松鼠是一种中型树栖松鼠。身体背部为橄榄灰色，腹部为蓝灰色。与蓝腹松鼠相比，本种的臀股部外侧无锈黄色毛斑。

## 保护
本种于2023年被收录入《有重要生态、科学、社会价值的陆生野生动物名录》。